# Slaget ved Decatur
Slaget ved Decatur blev udkæmpet fra 26. oktober til 29. oktober 1864, som led i Franklin-Nashville kampagnen i den amerikanske borgerkrig. Unionstropperne blev ledet af brigadegeneral Robert S. Granger, som rådede over mellem 2.000-5.000 mand. Lederen af de konfødererede styrker var generalløjtnant John Bell Hood, som havde den 23.000 man store Army of Tennessee under sig. Slaget foregik ved Decatur, Alabama, omkring den gamle statsbank (Old State Bank). Der kan stadig ses kugler i murværket på den gamle neoklassicistiske bygning.
Den 26. oktober 1864 forsøgte general Hood og hans hær at krydse Tennesseefloden ved Decatur; men under ledelse af brigadegeneral Granger kunne unionens styrker forhindre Hoods hær i at krydse floden.
Unionsstyrker nedbrændte byen Decatur, herunder jernbanebroen, og efterlod kun tre bygninger tilbage Old State Bank, Dancy-Polk House og McEntire House. 
Den tidligere indbygger i Decatur Noel Carpenter har skrevet hvad der formentlig er den eneste bog om slaget – A Slight Demonstration, udgivet af Legacy Books and Letters of Austin, Texas.  